# Château de Chiseuil
Le château de Chiseuil est situé sur la commune de Digoin en Saône-et-Loire, entre cour et parc, en haut d'une légère montée plantée de beaux arbres.

## Description
Le bâtiment d'habitation est constitué d'un corps central et de courtes ailes en retour d'équerre, de même élévation et reliées entre elles, en avant du corps central, par une galerie couverte en terrasse, de construction postérieure et surmontée par une balustrade.
Derrière le château, s'étendent un jardin et un parc avec pièce d'eau qui auraient été dessinés avant la construction.
Le château est une propriété privée et ne se visite pas.

## Historique
- 1720 : après avoir appartenu aux Belleperche et aux Cochardet, la seigneurie est achetée par les Maublanc, enrichis par le négoce de la navigation sur la Loire
- 1763 : reconstruction probable du château
- 1813 : les Maublanc sont faits barons d'Empire par Napoléon Ier. Hyacinthe Maublanc de Chiseuil est député de Saône-et-Loire.
- XIXe siècle : importants remaniements
- XXe siècle : un neveu des précédents, Henri de Billy, hérite du domaine